# Graphiurus monardi
Graphiurus monardi es una especie de roedor de la familia Gliridae.

## Distribución geográfica
Se encuentra en Angola, República Democrática del Congo y  posiblemente, Zambia.

## Hábitat
Su hábitat natural son: sabanas húmedas. 